# کنال پلت
کنال پلت (انگلیسی: Conal Platt؛ زادهٔ ۱۴ اکتبر ۱۹۸۶) بازیکن فوتبال اهل جمهوری ایرلند است.
از باشگاه‌هایی که در آن بازی کرده‌است می‌توان به باشگاه فوتبال مورکم، باشگاه فوتبال لیورپول، باشگاه فوتبال لینکولن سیتی، و باشگاه فوتبال تلفورد یونایتد، باشگاه فوتبال فارست گرین راورز، باشگاه فوتبال ای‌اف‌سی بورنموث، باشگاه فوتبال ویموث، باشگاه فوتبال گینزبورو ترینیتی، باشگاه فوتبال کمبریج یونایتد، باشگاه فوتبال ویموث، باشگاه فوتبال لینکولن سیتی، و باشگاه فوتبال استالی‌بریج سلتیک اشاره کرد.